# Whoroscope
Es el primer poema editado de Samuel Beckett, en Hours Aress, en el año 1930. Su tema principal es el tiempo y su personaje principal es un Descartes viejo y ya enfermo en la corte de Cristina de Suecia. 

Al castellano ha tenido traducciones como "Horóscoño", así como también "Putóscopo".

## Contexto
El poema fue escrito, en una noche, para un concurso sobre el tema del tiempo, el que gana. El concurso fue organizado por Nancy Cunard, quien también era jurado. El poema consta de muchos datos y referencias verídicas de la vida del filósofo racionalista que Beckett toma de la biografía de Adrien Billet. La norma principal del concurso —aparte de su temática— era que tuviera más de cien versos, aunque se ha dicho que el poema consta de 98 versos.

Por su hermetismo, carácter evocativo y elíptico, el poema adjunta notas redactadas por el mismo Beckett, las que fueran sugeridas, para su publicación, por uno de los jurados.

## El poema
Muestra un Descartes más cotidiano que el científico; frágil y rayano en la maledicencia, que evoca recuerdos reales de su infancia y juventud, un Descartes que pareciera hacer un recuento de su vida, mientras se refiere a su insistente deseo de que los huevos con que pretendía comer su tortilla debiesen estar incubados a un punto específico. El marco, asimismo, es también definible como la exteriorización discursiva de la introspección de un Descartes momentos antes de ir a acompañar a su demandante mecenas Cristina de Suecia.

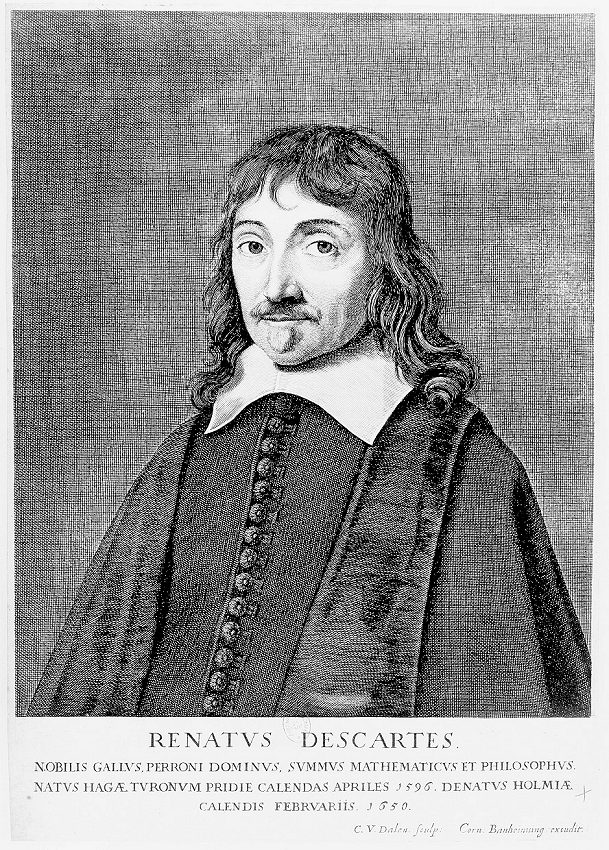
Descartes

La traducción al español de Jenaro Talens es Horóscoño, y busca hacer legible la contracción elaborada por Beckett entre whore (prostituta) y horoscope (horóscopo). A su vez, "coño", tiene la evidente acepción y connotación de vagina, y de la invaginación o incubación del huevo por la gallina con que Descartes prepara sus tortillas y que con persistencia es referida en el poema como leit motiv ("Incúbalo").

Por su parte, el lexema "horóscopo" tiene gran importancia biográfica e incluso para Beckett. Descartes ocultaba la fecha de su nacimiento debido a que el astrólogo Morin de Villefranche solía prever la fecha de la muerte de sus enemigos. Descartes temía el acierto del astrólogo pero quería hallar una solución racional para dicho acierto y adjudicaba las muertes en esa fecha al temor.

El poema conjuga retazos que se interrelacionan entre sí en una suerte de pensamiento flotante: evocaciones, el huevo, la gallina y la tortilla, reflexión filosófica, pasado y actualidad de Descartes. Todo es evocación de Descartes pero el marco enunciativo se evidencia, como se ha dicho, en la corte de Lucrecia de Suecia, donde aquel era tutor de esta última.

Como caracteriza a Beckett a veces aparece un dato grotesco en medio de un tema "grave" o "serio" (el tiempo), por lo cual el texto adquiere notas cómicas.

La reflexión sobre el tema se desprende de sus evocaciones. Así el huevo "en su punto" como metáfora representa esa búsqueda inútil de la perfección y por ello el poema deriva en el tema del error y el fracaso.

Según Laura Cerrato: "El huevo empollándose es una metáfora de la vida: nos mantenemos en la oscuridad madurando para la muerte". El Descartes del poema pone en la misma línea, como si se tratara de lo mismo, su pregunta por el estado del huevo, el ser humano mismo y su salud. A este respecto cobra importancia fundamental el médico de la corte, Johan Van Weulles, un médico holandés, también adversario de Descartes, quien trataba la dolencia de este con sangrías, las que resultaran inocuas.

- Véase Fallecimiento de Descartes

El tema del tiempo se hace patente también cuando Descartes evoca a Galileo, a quien se refiere despectivamente como inferior a su padre, Vincenzo Galilei. En ese fragmento del poema Beckett establece un juego de palabras entre las teorías copernicanas defendidas por Galileo y la apariencia del tiempo humano, como mover y ser movido, esto es: el hombre es movido por el movimiento de la Tierra, como esta por el del Sol, y así Beckett realiza una comparación entre estos movimientos y los de quien llevara una bolsa de papas. Comparando así al hombre con una papa, Beckett logra uno de sus característicos efectos.

## Algunas referencias del poema
- El poema tiene otros típicos recursos, como las referencias dilógicas establecidas por la intercepción del inglés del poema con otros idiomas. Cuando se refiere al acompañamiento de los huevos de Descartes se refiere el "prosticiutto", pseudoneologismo sobre la base de una contracción deliberada entre las palabras próstata y jamón, siguiendo el italiano.
- La célebre estufa bajo cuyo abrigo y compenetración Descartes se inspira para su duda metódica está referida en el poema.
- El filósofo Francis Bacon también es invocado como autoridad intelectual puesto que murió intentando extraer observaciones sobre la conservación de una gallina rellenándola con nieve.
- Se hace mención de la niña bizca con quien Descartes jugaba cuando chico, y a su hija, Francine, muerta de escarlatina a los seis años. En este caso se puede observar que las evocaciones se hilan como asociación libre: Descartes piensa en la enfermedad de su hija, —a quien se refiere, en otra parte como "fruto de un feto casa-y-gabinete"[1]— y la sangre y luego se le aparece a la mente la imagen de William Harvey, otro predilecto de Descartes, pionero descubridor del funcionamiento de la sangre.
- Hay referencia a varios adversarios de Descartes: Antonio Arnauld, por ejemplo,  Johan Van Weulles, médico de la corte, también adversario, e incluso la misma reina Cristina quien lo hacía levantar a las cinco de la mañana cuando Descartes siempre se levantó al mediodía.
- También se menciona a Gillot, criado y ayudante de Descartes. Este dejaba en manos de aquel los trabajos fáciles sobre matemática. De allí que en el poema cada vez que Descartes comprueba que el huevo no está empollado en su punto diga: "Dáselo a Gillot".[1]
- La referencia a Antonio Arnauld, filósofo jansenista, es una de las más importantes ya que este había desafiado a Descartes reconciliar su res extensa con la transubstanciación y ya que por aquí se inyecta el carácter pesimista de Beckett, los rasgos grotescos y ridiculizadores de la humanidad en su concepción de que el error aparece desde el principio (o todo principio es error, etc.): "... a la nariz le toca el beso del aire fétido y fragante / y a los tímpanos y al trono de orificio fecal / y a los ojos su zigzag."[1] 
 Este es el sentido también de uno de los datos que más se recortan del poema, cuando parodia el pienso cartesiano en el Fallor, ergo sum (el error es lo que me da existencia). Así explica el carácter malogrado del hombre al referir el "hovis" y "beaune" (pan y vino, respectivamente, en la eucaristía) como siendo aquello de lo que comiéndose, y que da vida, también acaba con ella.